# Euxoa lecerfi
Euxoa lecerfi là một loài bướm đêm trong họ Noctuidae.